# 마르시우 아모호주
마르시우 아모호주 두스 산투스(Márcio Amoroso dos Santos, 1974년 7월 5일, 브라질리아 ~)는 은퇴한 브라질의 축구 선수이다. 그는 일본, 이탈리아, 스페인, 그리스 등의 축구 리그에서 활동하였고, 브라질 국가대표팀 차출경험이 있다. 그는 전성기 시절, 탁월한 드리블링 능력과 골 결정력을 가지고 있었다.

## 클럽 경력
아모호주는 고향 클럽인 구아라니 FC에서 1992년에 데뷔하였다. 1992년 7월, 그는 일본 J리그 디비전 1 클럽 베르디 가와사키로 임대되었다. 2년 뒤 구아라니 FC로 복귀하였다. 1996년, 그는 CR 플라멩구로 이적하였으나, 이후 이탈리아 세리에 A에서 1990년대 당시 평범했던 우디네세 칼초로 이적하였다. 그곳에서 그는 올리버 비어호프와 주전으로 모험적인 3-4-3 포메이션의 쓰리톱들 중 한명으로 출전하였다. 비어호프가 AC 밀란으로 이적한 후, 다수는 우디네세 칼초가 성공을 되풀이 할 수 없을 것이라고 생각하였으나, 바로 다음 시즌, 아모호주는 팀의 핵심으로 활동하여 세리에 A 득점왕 타이틀을 가져갔다. 이후 그는 파르마 FC로 거액에 이적하였다. 파르마 FC는 리그 타이틀을 획득할 가능성을 전혀 주지 못하였고, 그에 따라 아모호주는 또다시 이적하였다. 이번에 그는 독일의 보루시아 도르트문트로 이적하였고, 이 팀은 2001-02 시즌에 분데스리가를 우승함과 동시에 자신은 득점왕에 이름을 올렸다. 그는 팀을 UEFA컵 결승전에 올리는데 공을 세웠고, 그는 페예노르트에게 페널티골로 2-3으로 지는 것을 막지 못하였다. 아모호주는 2004-05 시즌에 말라가 CF에서 활동하였다.
2005년 여름, 아모호주는 상파울루 FC로 이적하여 즉시 팀을 남미 최고 권위 대회인 코파 리베르타도레스에서 우승하는데 큰 공을 세웠다. 2006년 1월, FIFA 클럽 월드컵에서 우승이라는 팀 타이틀과 대회 득점왕이라는 개인 타이틀을 획득한 뒤, 이탈리아로 복귀하였다. 그는 AC 밀란과 18개월의 계약을 체결하였고, AS 모나코 FC로 이적한 크리스티안 비에리를 대체하게 되었다.
그러나 아모호주는 2006년 9월 1일에 AC 밀란과의 계약을 해지하였고, 즉시 SC 코린치앙스 파울리스타와 계약을 체결하였다. 아모호주는 등번호 10번을 부여 받아 웨스트 햄 유나이티드 FC로 떠난 카를로스 테베스를 대체하였다. 그러나 그곳에서 그는 기량을 만개하지 못하였고, 2007년 4월에 계약을 해지한 뒤, 그레미우와 계약하였다. 8월을 기점으로, 아모호주는 기량 하락으로 출전이 불가능하게 되자 그레미우 계약을 해지하였다. 2008년 1월, 그는 아리스 FC와 1년 반 계약을 체결하였다. 그러나 그는 6개월밖에 채우지 못하였다. 2008년 12월 19일, 아모호주는 2008-09 시즌을 위해 과라니로 복귀하였다.

## 개인
아리스 테살로니키는 아모호주가 6개국에서 거친 12번째 클럽이었다. 그는 20개의 트로피와 개인상을 받았는데, 이중 하나는 브라질 국가대표에서 활약하며 획득한 코파 아메리카 타이틀이고, 둘은 상 파울루에서 활약하며 획득한 코파 리베르타도레스와 FIFA 클럽 월드컵 타이틀이다. 그는 또한 베르디 가와사키, 플라멩구, 우디네세, 파르마, 보루시아 도르트문트, 말라가, 밀란, 코린치앙스, 그레미우, 그리고 과라니에서 활동하였다.
아모호주는 3개국에서 득점왕을 하였고, 50M DM으로 보루시아 도르트문트에 2001년 여름 이적하여 분데스리가 최대 이적료를 기록하기도 한다. 파르마는 이보다 2년 전에 실제로 €2M 이상의 비용을 들여 아모호주와 계약을 체결하였다.

## 클럽 경력 통계
| 클럽     | 클럽                | 클럽       | 리그 | 리그 |
| 시즌     | 클럽                | 리그       | 출장 | 골   |
| 브라질   | 브라질              | 브라질     | 리그 | 리그 |
| -------- | ------------------- | ---------- | ---- | ---- |
| 1992     | 구아라니 FC         | 세리 A     | 0    | 0    |
| 일본     | 일본                | 일본       | 리그 | 리그 |
| 1992     | 베르디 가와사키     | J리그 1    | -    | -    |
| 1993     | 베르디 가와사키     | J리그 1    | 0    | 0    |
| 브라질   | 브라질              | 브라질     | 리그 | 리그 |
| 1994     | 구아라니 FC         | 세리 A     | 26   | 19   |
| 1995     | 구아라니 FC         | 세리 A     | 13   | 9    |
| 1996     | CR 플라멩구         | 세리 A     | 16   | 6    |
| 이탈리아 | 이탈리아            | 이탈리아   | 리그 | 리그 |
| 1996–97  | 우디네세 칼초       | 세리에 A   | 28   | 12   |
| 1997–98  | 우디네세 칼초       | 세리에 A   | 25   | 5    |
| 1998–99  | 우디네세 칼초       | 세리에 A   | 33   | 22   |
| 1999–00  | 파르마 FC           | 세리에 A   | 16   | 4    |
| 2000–01  | 파르마 FC           | 세리에 A   | 23   | 7    |
| 독일     | 독일                | 독일       | 리그 | 리그 |
| 2001–02  | 보루시아 도르트문트 | 분데스리가 | 31   | 18   |
| 2002–03  | 보루시아 도르트문트 | 분데스리가 | 24   | 6    |
| 2003–04  | 보루시아 도르트문트 | 분데스리가 | 4    | 4    |
| 스페인   | 스페인              | 스페인     | 리그 | 리그 |
| 2004–05  | 말라가 CF           | 라 리가    | 29   | 5    |
| 브라질   | 브라질              | 브라질     | 리그 | 리그 |
| 2005     | 상파울루 FC         | 세리 A     | 22   | 12   |
| 이탈리아 | 이탈리아            | 이탈리아   | 리그 | 리그 |
| 2005–06  | AC 밀란             | 세리에 A   | 4    | 1    |
| 브라질   | 브라질              | 브라질     | 리그 | 리그 |
| 2006     | 코린치앙스          | 세리 A     | 12   | 2    |
| 2007     | 그레미우            | 세리 A     | 6    | 0    |
| 그리스   | 그리스              | 그리스     | 리그 | 리그 |
| 2007–08  | 아리스 FC           | 수페르리가 | 9    | 1    |
| 브라질   | 브라질              | 브라질     | 리그 | 리그 |
| 2009–10  | 구아라니 FC         | 세리 B     | 0    | 0    |
| 2010–11  | 구아라니 FC         | 세리 B     | 0    | 0    |
| 국가     | 브라질              | 브라질     | 95   | 48   |
| 국가     | 일본                | 일본       | 0    | 0    |
| 국가     | 이탈리아            | 이탈리아   | 129  | 51   |
| 국가     | 독일                | 독일       | 59   | 28   |
| 국가     | 스페인              | 스페인     | 29   | 5    |
| 국가     | 그리스              | 그리스     | 9    | 1    |
| 합계     | 합계                | 합계       | 321  | 133  |

## 국가대표팀 경력 통계
| 브라질 축구 국가대표팀 | 브라질 축구 국가대표팀 | 브라질 축구 국가대표팀 |
| 연도                   | 출장                   | 골                     |
| ---------------------- | ---------------------- | ---------------------- |
| 1995                   | 1                      | 0                      |
| 1996                   | 0                      | 0                      |
| 1997                   | 0                      | 0                      |
| 1998                   | 1                      | 2                      |
| 1999                   | 10                     | 7                      |
| 2000                   | 3                      | 0                      |
| 2001                   | 0                      | 0                      |
| 2002                   | 1                      | 0                      |
| 2003                   | 3                      | 0                      |
| 합계                   | 19                     | 9                      |

## 수상

### 베르디 가와사키
- J리그 디비전 1: 1993

### CR 플라멩구
- 캄페우나투 카리우카: 1996
- 타사 과나바라: 1996
- 타사 히우: 1996
- 코파 데 오로: 1996

### 우디네세 칼초
- 세리에 A 득점왕: 1998–99

### 파르마
- 수페르코파 이탈리아나: 1999
- 코파 이탈리아 준우승: 2001

### 보루시아 도르트문트
- 분데스리가: 2001–02
- 분데스리가 득점왕: 2001–02
- UEFA컵 준우승: 2001-02

### 상파울루 FC
- FIFA 클럽 월드컵: 2005
- FIFA 클럽 월드컵 득점왕: 2005
- 코파 리베르타도레스: 2005

### 브라질 축구 국가대표팀
- 코파 아메리카: 1999
- 볼라 지 오로: 1994